# Bázárak
Bázárak je hlavním městem afghánské provincie Pandžšír, která se nachází na severovýchodě země. V roce 2015 zde žilo asi 25 000 obyvatel.
Ve městě se narodil a je zde také pohřben legendární afghánský vojevůdce Ahmad Šáh Masúd, který se proslavil v bojích proti Sovětům i Tálibánu.
Po ofenzívě Tálibánu v roce 2021 je Bázárak jediným provinčním hlavním městem v Afghánistánu, které se hnutí nepodařilo dobýt. Stal se základnou Fronty národního odporu, v jejímž čele stojí syn Ahmada Šáha Masúda Ahmad Masúd a úřadující afghánský prezident Amrulláh Sálih. Dne 5. září 2021 Tálibán nicméně oznámil, že ovládl město, které s Bázárakem sousedí, a pět ze sedmi okresů provincie Pandžšír.